# Le Désert
Le Désert település Franciaországban, Calvados megyében. Lakosainak száma 74 fő (2018. január 1.). Le Désert Beaulieu, Burcy, La Graverie, Presles, Le Reculey és Saint-Charles-de-Percy községekkel határos.

## Népesség
A település népességének változása:
| Lakosok száma | 121  | 103  | 66   | 70   | 87   | 76   | 83   | 82   | 76   | 74   |
|               | 1962 | 1968 | 1982 | 1990 | 1999 | 2008 | 2011 | 2013 | 2017 | 2018 |